# Jeu de volant
Jeu de volant est un tableau réalisé par le peintre français Maurice Denis en 1900. Cette huile sur toile est une idylle qui représente des femmes vaquant à leurs loisirs dans un sous-bois, les unes pratiquant un sport de raquette, d'autres confectionnant des couronnes de fleurs, tandis qu'à l'arrière-plan des figures nues profitent d'une baignade dans un étang. Une commande d'Étienne Moreau-Nélaton, l'œuvre est léguée par ce dernier à l'État en 1927. Elle est affectée au musée d'Orsay, à Paris, depuis 1982.